# 龙泉寺 (五台山)

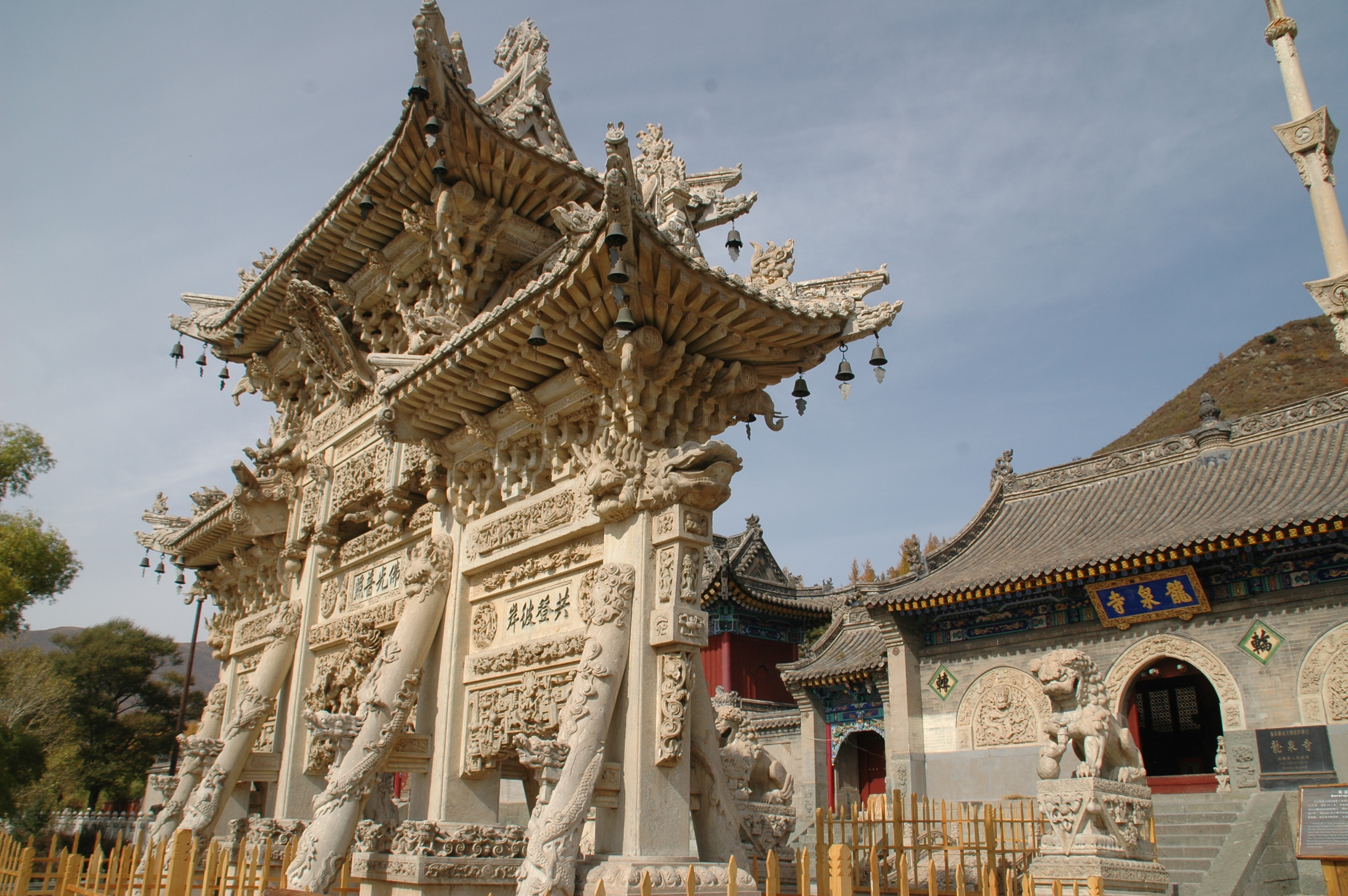
龙泉寺山门

五台山之龙泉寺，位于中国山西省忻州长治县南王庄村。因寺侧之泉而得名。
始建于宋朝，原为杨家将家庙；后被毁。民国时期重建。寺外西北角有元代比丘尼首座塔，主要供奉文殊菩萨。